# 宮沢孝幸
宮沢 孝幸（みやざわ たかゆき、1964年〈昭和39年〉5月11日 - ）は、獣医学者、元・京都大学医生物学研究所附属感染症モデル研究センター准教授、博士（獣医学）。主に、動物由来ウイルス（特に、ネコのレトロウイルス）と内在性レトロウイルスの研究を行った。自称は「にゃんこ先生」。
新型コロナウイルス感染症の世界的流行時（2020年 - ）、新型コロナウイルスの正体をはじめ、政府のコロナ対策、子どもがワクチンを接種することへの疑問などについて自論を展開し、2021年4月に発売された『京大 おどろきのウイルス学講義』は、8万部を超えるベストセラーになった。一方で、「デマの発信者」などと批判の声も上がった。

## 略歴
東京都生まれ、兵庫県西宮市で育つ。1984年、東京大学理科二類に入学。植物学者になるのが夢で植物学科を目指したが、成績が悪かったため、農学部獣医学科に進学。獣医学科にて、獣医師免許を取得。同大学院では担当教官であった見上彪に猫エイズウイルスの研究を勧められ、以来、動物由来のウイルスを研究。博士課程を修業年限短縮修了し、公式プロフィールでは「東大初の飛び級での博士号取得」としている（東大での獣医学博士課程が3年から4年へ延長されるとともに短縮特例が設けられた初年度に、短縮修了の適用となった）。大阪大学微生物病研究所エマージング感染症研究センター助手、帯広畜産大学畜産学部獣医学科助教授などを経て、京都大学医生物学研究所附属感染症モデル研究センター准教授。2024年5月15日、 京都大学を退職。
日本獣医学学会賞（2004年）、ヤンソン賞（2016年）を受賞している。

### 受賞
- 1998年 - 日本レトロウイルス研究会 最優秀発表賞
- 2002年 - Best Oral Presentation Award in International Feline Retrovirus Research Symposium (IFRRS)：国際ネコレトロウイルス学会Best Oral Presentation
- 2004年 - 日本獣医学会賞：Award of the Japanese Society of Veterinary Science[14]
- 2016年 - ヤンソン賞[15]

## 国立大学法人 帯広畜産大学での委託事業に係る不適正な経理処理
帯広畜産大学准教授時代に、農林水産省や科学技術振興機構（JST）から合計約1730万の研究費不正処理をし、2011年に農林水産技術会議から実名公表され、2012年度から4年間の科研費応募資格停止措置を受けたことがある。
2010年9月、札幌国税局による帯広畜産大学および同大学の取引業者に対する税務調査の結果、「研究費の一部に預け金等の不適切な取引が存在する。」との指摘があり、同12月帯広畜産大学の調査委員会が中間報告を取りまとめ、不適正な経理処理に関与したとされる現職教員32名への処分等を公表した。
2011年8月、最終的に、帯広畜産大学における不適正な経理処理の総額は、4億5,609万円、関与した教員は、現職者34名、転出・退職している者20名の計54名であり、このうち当省にかかる不適正な経理処理は、4,983万円、関与した教員は、現職者17名、転出している者が宮沢を含む4名の計21名であることが判明した。宮沢の関与は3,000,000円の委託のうち1,093,207円が不適正処理認定額とされ、他府省等も含む不適正処理認定額（全体）は17,318,966円と報告された。

## 新型コロナ感染症(COVID-19)に関する主張・言動
2020年、新型コロナ感染症が蔓延しはじめた頃、「京大のウイルス専門家」という肩書で、分かりやすい言葉を用いて「100分の1作戦」「目玉焼き理論」などの感染防止策を呼びかけて話題になった。しかしその後、変質した発言が目立つようになり、COVID-19は「世界の医療体制を支配するために作られた人工ウイルス」「インフルエンザ以下」「集団免疫を獲得するために、若者は積極的に活動して感染したほうがいい」「ピークアウトした」「COVID-19ワクチンは筋肉注射なので呼吸器感染症には効かない」「mRNAワクチンは危険、妊婦は流産する可能性がある」などの主張を、講演会やSNS、著作、主に関西ローカルのテレビやラジオで繰り返すようになった。様々な発言や行動により、京都大学には多くの苦情が寄せられる事態となり、2021年12月16日には京都大学から宮沢に対してSNS自粛要請が出されるも、その後も同様の発信が続いた。2023年2月に出版された本『ウイルス学者の絶望』の帯には、「メディアの情報統制＆偏向報道が京大准教授の主張を『異端』にした！」「封印されたコロナワクチンの限界と危険性」などと書かれている。

### 2020年
- 2020年3月28日、無症状でも感染させることがあるとして、Twitterに「『自分は今、感染している！（無症状で！）』『誰にもうつしちゃいけない』考えをひっくり返せ！」「うつらんようにするより、『うつさんこと』に意識を集中する」と投稿し、「自分が感染しているという前提に立って行動すること」を求めた[29][30]。また、「人と集まって話をする時は、マスクしろ。他人と食事する時は、黙れ。食事に集中しろ！味わえ！友達との会話は食事後でマスクして話せ」「酒を飲んだら、会話するだろ。大声になるだろ。それが危険なことわからんやつは、とっとと感染しちまえ。一ヶ月会社休んで回復したら、みんなの代わりに仕事しろ。ただ、爺ちゃんばあちゃんの前には治るまで絶対でるな[31][22]」などと、平易で情熱的な言葉による一連の投稿で感染対策を呼びかけ、10万件以上リツイートされる大ヒットとなった[7][32][29]。最初にこの内容を投稿した動画配信サイトの視聴者は1 - 2名だったが、その後、数日でTwitterのフォロワーの数は、約7万人になった[30]。
  - パンデミック初期は、「100分の1作戦」[33][34]を提唱して話題になった[35][36]。「100分の1作戦」とは、目・鼻・口から体内に取り込むウイルス量を、感染に必要な量の「100分の1」以下にまで落とせば感染が成立しないという考えであり、その方法として「目鼻口を触らない」「話す時はマスクする」「大声での会話は控える」「換気する」「手指の頻回で簡単な洗浄」「人混みに行かない」などの感染症対策を呼びかけた[36][30]。宮沢は、これらの対策を徹底すれば、人との接触機会を減らす必要はなく、経済を全く傷つけずに感染者を減らすことができると主張した[22][37]。手洗いは、もし手に100万個ウイルスが付いていても、10秒洗えば100万個が1万個ぐらいになるため、10秒くらい水だけで洗えば良いとした[22]。また、「帰省に関しては車移動や電車は空いている時間に利用、親と距離をとる、友人と合わない」「スーパーはマスクをして一人で行く、話さない」「ジョギングの縦走間隔は最低10m、人がいるなら並走」「飲み会は横並びで無言会食」「飲食は換気の良いところに座る」といった「感染機会削減策」を提唱した[38]。
- 2020年6月12日に大阪府で開かれた「新型コロナウイルス対策本部専門家会議[39][40]」にオブザーバーとして出席し、「コロナの感染は発症前後数日がウイルス伝達しやすいが、発症後7日以降は体内に抗体ができ、ウイルスを伝達しない。空気中にウイルスは飛ぶが空気感染しないレベル」と述べ、「満員電車でも、1人ひとりが黙っていたり、マスクをしていればまったく問題ない。接触機会よりも感染機会を減らすべき」と提言した[41][42]。また、府の感染のピークは3月28日頃だとして4月7日に発令された緊急事態宣言に伴う休業要請などの効果は薄かったと指摘した[43]。 これに対して会議の座長で感染制御学が専門の朝野和典大阪大学医学系研究科教授が異論を唱え「今日の議論だけで自粛、休業が無意味だったとの結論にはしていただきたくない」と述べた[44]。同じく、同専門家会議において、宮沢はソーシャルディスタンスは不要だとする趣旨の意見を述べている[45]。これについて6月15日に放送された朝日テレビ『キャスト』にて、「マスクをしていれば大丈夫です。していなければ黙っていれば大丈夫です」とも補足説明をしている[45]。
  - この「空気感染しない[36]」という主張について、2021年5月3日、自身の「note」にて、「新型コロナウイルスは空気感染するが、確率は低い。空気感染すると言うと世間が混乱するので、一般的にはしないと説明していた。番組によっては『しない』と言い切った。それには理由がある。そう言わないと、みんな電車に乗れなくなる。テレビでは細かい説明ができない。テレビでは端的に言い切らないといけない。科学的にしゃべるには限界がある」（適菜収による要約）と発信した[46][47]。この発信について、適菜は宮沢のこの発言は嘘に過ぎないものであったと主張した[46][48]。また、適菜と中野剛志は、宮沢が「3月には、自分が他人に感染させる可能性があることを強く意識しろ」と発信していたにも関わらず、6月には「集団免疫を獲得するために、若い人が積極的に活動して感染する戦略[49]」を唱えたため[22][23]、「感染を拡大していいのか、感染防止を徹底すべきなのか、どっちなのかよく分からない」と述べている[50]。適菜は、2021年に発売された著書『コロナと無責任な人たち』の一節で宮沢のSNSによる発信「唾液検体にコロナのDNA断片を混ぜて、民間検査機関に大量に送りつければ、首都機能を封鎖できる。安上がりなテロだ[51][7]」「陰謀説を疑ってきました。国外の誰かが、日本の一部知識人や政治家を利用してインフォデミックを誘導し、国家転覆を図っている」「目玉焼きモデルは私のアイデアではなく、守護霊のアイデア[52]」などを紹介している[8]。適菜は、宮沢に言及する理由として、「説明をコロコロと変え、矛盾が発生したらパニックを起こしたり、怪しげな陰謀論を垂れ流すから」と説明している[8]。
- 2020年9月13日「激論甲子園:緊急シンポ　獣医と医学の共闘でコロナに対峙する」と「ウィズコロナ時代のブッフェを考える」を同時主宰（兵庫県西宮市）[53][54][55]。その際、嵯峨美術大学（京都市右京区）学長の佐々木正子が考案した片手で口に添える「テーブル・マスク」を紹介[56]。参加者は、料理を取りに行く時はマスクを着用し、飲食中に話す時にはマスクを口にあてて会話を行い、宴会を成功させた[56][57]。その際に宮沢は、「飛沫を飛ばさないことが大切。感染を食い止めながら日常を取り戻す手段の一つになる」と話した[56][57]。
- 2020年11月20日に配信のネットニュース番組『ABEMA Prime』（AbemaTV）にて、元2ちゃんねる管理人で実業家のひろゆきと討論した際、宮沢は「聞けよ、お前」「帰る」と声を荒げ、「GoToトラベルは感染拡大に影響しない」「GoToトラベルで救われてる命もある」という主旨の内容を語った[58][59]。
- 2020年12月18日発売の『ゴーマニズム宣言SPECIAL コロナ論2』で、小林よしのりのインタビューに答え、「メディアや専門家は、感染の恐怖を煽っている」と批判した[58][60]。

### 2021年
- 2021年1月9日、小林よしのりと泉美木蘭が主催するトークイベント「オドレら正気か？新春LIVE-コロナ禍は誰が終わらせるのか？-」に参加した[61][62]。このイベントを期に2021年4月、 小林よしのりとの対談本『コロナ脳 - 日本人はデマに殺される』が出版された[63][21]。2021年7月11日には、小林よしのりが主催するシンポジウム「ゴー宣道場 - コロナ禍と巨悪マスコミ」に出演した[64]。2022年6月4日、小林よしのりが主催するイベント「オドレら正気か？関西LIVE」に出演した際は、井上正康の「コロナは糞口感染」という主張に「帰る」と激昂し、止めようとした中川淳一郎を突き飛ばした[65][66]。
- 2021年1月17日、『そこまで言って委員会NP』で、「COVID-19ワクチンは筋肉注射だから呼吸器感染症に効かない」と発言し、「明らかに間違い」と専門家からの反発が起きた[6][4]。
  - 国立国際医療研究センターの予防接種支援センター長である氏家無限は、「呼吸器感染症には効果がない[67]」とする発言について「ワクチン開発で報告されている臨床結果と矛盾している」「実臨床では感染経路のみでワクチンの効果が決まるわけではない」「医学的正しさはメディアで戦うものでない」と指摘した[6]。
  - 2021年2月、 BuzzFeed Japanがファクトチェックの取材を申し入れたが、宮沢は「論文における問題点、疑問点、感染の定義、論文の実験におけるPCRのこと、しっかり答えるとなると、回答は相当長くなります」「今、いろいろなことに追われていて、時間がありません」として回答していない[6]。
- 2021年2月6日や3月6日の読売テレビで、過去の風邪コロナの流行状況を新型コロナと比較することにより、「（3 - 4月に感染者数の増加があるとは）思わない」などの感染者数予測を表明した[7][68]。しかしその後、感染は増加し、井田真人は「これらの予測はまったくの間違いでしかない」「宮沢の『感染者数予測』は外れ続けている」と批判した[7]。宮沢は、2021年4月17日に読売テレビに出演した際は、「大阪での感染者の急増は予測していました」という趣旨の発言を行った[7]。2020年12月10日には、「東京都の感染第3波はピークアウトした」と明言していたが、その後も増加は続き、1月7日には再度「緊急事態宣言」が出されている[7]。
- 2021年4月に発行された鳥集徹との共著『コロナワクチン失敗の本質』で、宮沢は「日本のCOVID-19ワクチンは失敗」「人体は、抗体より細胞性免疫を高める戦法を取っている」と述べている[69]。また、抗寄生虫薬イベルメクチンのCOVID-19治療における使用について、「批判されているのは、薬価の高い新薬を売りたいから」「試験管でものすごく効いたのだから使えば良い」「寄生虫の薬として使われ、副作用が全部わかっている」と述べている[69]。HPVワクチンについては、コンドームをし、子宮がん検診を受け、自然免疫を高めれば、接種しなくても良いとした[69]。
- 2021年8月に出版された大阪大学免疫学フロンティア研究センター招へい教授である宮坂昌之の著書『新型コロナワクチン　本当の「真実」』では、「最近、宮沢氏は、あるイベントで、女性がワクチンを接種すると卵巣炎になったり、妊娠女性の場合には流産する可能性があると発言して、物議を醸しています」と記載されている[5] 。その著書では詳細な宮沢の意見と、宮坂による反証が記されたうえで、宮坂は「ワクチン接種の妊娠への悪影響を示唆する科学的なエビデンスを何ら提示することなく、免疫学的な裏付けのない仮設を頼りにして、ワクチンを接種すると8000件の流産が起きて、人口が8000人も減少すると一般の方を脅かすのはおよそ科学者として正しい姿勢とは思えません。」として、宮沢の意見に反論を加えている[5]。
- 2021年12月13日、『そこまで言って委員会NP』に出演し、「日本はファクターXのような何らかの抵抗力を持っていたが、欧米にお付き合いして過剰な自粛をした結果、経済的被害を受けてしまった」と述べ、メディアに対しても、「新型コロナの情報が混乱を極めたのはメディアによる煽り報道」「ウイルスの専門家ではない医者を重用し彼らの妄言を垂れ流したメディアの責任は大きい」と主張した[70]。12月19日の放送では「ワクチンのリスクについては“封殺”されがち」「日本ではコロナ禍はもう終わっている」「自分の研究より日本の将来の方がはるかに大事だから今回もコロナ問題で出てきた」「残る人生をその啓発に費やしたい」などと、感情を込めて語った[70]。

### 2022年
- 2022年1月に辛坊治郎のラジオ番組およびyoutube配信に参加し、「オミクロンもうすぐ終わるんですよ。数か月後、2か月後くらいに。そんでその後、また上がってくるんですよ。オミクロンよりさらに弱毒化したやつが」、「僕の中でコロナは終わっている。オミクロンはゴール」、「オミクロン株は弱毒化した生ワクチンと言っていい」と発言した[71]。
- 2022年2月16日、子どもへのCOVID-19ワクチン接種の中止を求め、宮澤大輔医師と共に厚生労働省に署名を提出した[72]。
- 2022年4月11日、自身が登場する「記録映像『ワクチン後遺症』」の上映会&宮沢孝幸講演会が行われた[73]。この映像には、他に鳥集徹、長尾和宏、青山雅幸、南出賢一泉大津市長などが出演している[74]。挿入歌はASKA、後援は東北有志医師の会[74]。2022年9月3日は、ワクチンの危険性を訴える映画『真実を教えて下さい２』の上映会&講演会で講演を行った[75][76]。
- 2022年4月18日、参政党の街宣車で応援演説を行い、「学術界も医学界も政治も全然ダメ。政治家なんか、ぜんぶ棺桶に入れて上からコンクリートかけたい」などと演説した[77][78]。宮沢は、「参政党DIYスクール」の講師も務めている[79][80]。2021年3月21日には、ユーチューブで宮沢と武田邦彦（参政党アドバイザー_当時）の対談が配信され、武田の「若い人はどんどんコロナに罹っていい。若い人のコロナが高齢者に罹って高齢者が死んだって、そんなのは高齢者の役割」という発言に対し、宮沢は「そういう老人が増えたら全然解決ですね」と相槌を打った[81]。2021年9月17日発売の『週刊新潮』では、新型コロナ感染による高齢者の死について、宮沢は「もともと死亡リスクを抱えていた人の死期が、新型コロナに感染して少し早まっただけの話」とコメントした[7]。他にも、「病院に患者が殺到したら、高齢者の救命を諦める『命の選択』をすればいい」「年寄りは、死ぬもんだ。自然死と同じようなものだから、気にする必要はない」「だから、医療崩壊なんか気にしなくていい」といった趣旨の内容も話している[23]。2023年1月と8月には、武田と共に、科学者として子供向けの講演会を行った[82]。

### 2023年
- 2023年2月に発行された著書『ウイルス学者の絶望』では、「ワクチン接種で文章が読めなくなった」「妊婦は流産の可能性がある」「コロナ騒動は医療利権と政治が招いた災禍」などと述べている[83][26]。
- 2023年3月発売の、『月刊WiLL』2023年5月号に「コロナ大爆発　人為的に仕組まれたパンデミックか」というタイトルの記事を寄稿した[20][84]。この中で宮沢は、「新型コロナは政治と製薬会社に仕組まれたパンデミック（プランデミック）、国際的なバイオテロ」「人工ウイルスをばら撒いている人たちとmRNAワクチンを開発して売り捌いている人たちはグル」「首謀者は、WHOのパンデミック条約を中心に世界の医療体制を支配し、感染症を利用して主権を奪うつもり」「感染症を悪用して儲けるために手を出す勢力が現れ、CDC、NIH、WHOなどが主導している可能性がある」という主旨の内容を述べ、「どうか気づいてほしい」と訴えた[20]。
- 2023年8月、オミクロン株の人工ウイルス説の論文をZenodoで公開した[85]。Zenodoは査読を行わないリポジトリ（保管場所）であり、誰でも研究データをアップロードできる[86][87]。
- 2023年9月26日、仙台駅前でビラを配り、「コロナウイルスは人工的に作られてワクチンと連動している」「政府も完全に乗っ取られている」などと訴えた[88][89][90][91]。
- 2023年10月8日、12月3日、『そこまで言って委員会NP』（読売テレビ）で、「オミクロン株は人工的に作られた可能性が高い」と主張した[92][93][94]。
- 2024年5月15日、 京都大学を退職[12]。月刊WiLL2024年1月号で、我那覇真子と対談し、退職の理由について問われ「真相はまだお話できません」「自分の意志で辞めるわけではないとだけ言っておきます」と答えている[13]。この退職について、有志によって京都大学に理由開示を求める署名活動がおこなわれ、署名14,102筆、これに伴う寄付金2,741,100円が寄せられ、署名と活動費用を差し引いた残金はそれぞれ京大と宮沢に届けられた[95][96]。

## 人物
- 自分を漢字一文字に例えると「猫」[2]。愛称は「にゃんこ先生」[1]。
- 趣味はピアノと園芸[2][69]。51歳の誕生日からピアノを始めた[1][2]。
- 愛読書は『マーフィーの法則』[2]。
- 夢は、ウイルスが生物の進化に与えた影響を解き明かすこと、内在性レトロウイルスの制御によりがんを制御すること[1][24]。

## 出演

### テレビ
- 2007年10月18日、『ムーブ!』「ウィルスの脅威 コアラ存亡の危機」（ABC朝日放送）[1]
- 2016年2月26日、『サイエンスZERO』「ニャンとも不思議！遺伝子が明かすネコの秘密」（NHK教育）[1]
- 2016年6月5日、『サイエンスZERO』「ニャンとビックリ 科学で探るネコとヒトの優しい関係」（NHK教育）[1]
- 2020年6月14日ほか、『そこまで言って委員会NP』（読売テレビ）2020/6/14、2020/6/28、2020/7/19、2020/8/9、2020/8/30、2020/9/6、2020/9/27、2021/2/7、2021/4/25、2021/6/6、2021/8/29、2021/10/31、2021/12/19、2022/2/13、2022/2/20、2022/5/1、2022/5/15、2022/9/18、2022/10/2、2022/11/27、2022/12/4、2023/2/12、2023/4/9、2023/10/8、2023/12/3にも出演[97]
- 2020年7月11日、2021年3月6日ほか、『あさパラ!』（読売テレビ）[49][98]
- 2020年7月25日ほか、『今田耕司のネタバレMTG（ - 2021年3月27日『特盛！よしもと』）』（読売テレビ）2020/8/1、2020/8/22、2020/8/29、2021/1/16、2021/2/6、2021/4/17にも出演[7]
- 2020年11月18日、『めんたいワイド』（福岡放送）
- 2020年11月20日、『ABEMA Prime』 (AbemaTV)[58][59]
- 2021年4月24日、2022年5月21日、『教えて!ニュースライブ 正義のミカタ』（ABCテレビ）[99][100]
- 2022年1月23日、『ビートたけしのTVタックル』（テレビ朝日）[28][101][102]

### ラジオ
- 2020年6月29日、ACTION（TBSラジオ）[103]
- 辛坊治郎 Sunday Kiss（Kiss FM KOBE）
- 辛坊治郎ズーム そこまで言うか!（ニッポン放送）

### 映画
- 記録映像 ワクチン後遺症（2021年）[104]

## 社会貢献活動
栃木小1女児殺害事件（今市事件）の控訴審第4回公判に弁護側証人として出廷している。検察側が被告の飼い猫の毛だと指摘する遺体に付着した獣毛について、被告側の鑑定人として「被告の猫のDNA型は国内で約2割いる種類であり、毛の同一性の議論は不適切」「DNA型のデータからは、遺体の獣毛と被告の猫とは一致せず、被告の猫に由来しない可能性が高い」などと証言した。

## 著書

### 単著
- 『京大 おどろきのウイルス学講義』〈PHP新書〉2021年4月。ISBN 978-4569849348。
- 『ウイルス学者の絶望』〈宝島社新書〉2023年2月。ISBN 978-4299037602。[83][26]
- 『ウイルス学者の責任』〈PHP新書〉2022年3月。ISBN 978-4569851587。
- 『なぜ私たちは存在するのか ウイルスがつなぐ生物の世界』〈PHP新書〉2023年3月。ISBN 978-4569854182。

### 編著、共著
- 『獣医微生物学（第2版）（分担執筆範囲:レトロウイルスと感染症；ヘパドナウイルスと感染症）』文永堂出版、2003年9月。ISBN 978-4830031922。
- 『犬、猫および愛玩小動物のウイルス病（分担執筆範囲:猫白血病ウイルス感染症；猫肉腫ウイルス感染症；猫のフォーミーウイルス）』学窓社、2005年9月。ISBN 978-4-87362-128-9。
- 『動物の感染症（第三版）（分担執筆範囲:猫免疫不全ウイルス感染症）』近代出版、2011年。
- 『獣医微生物学（第4版）（分担執筆範囲:レトロウイルス）』文永堂出版、2018年7月。ISBN 978-4830032707。
- 『思想としての新型コロナウイルス禍』河出書房新社、2020年5月。ISBN 978-4309249667。
- 「Voice」編集部 編『変質する世界 ウィズコロナの経済と社会』PHP新書、2020年7月。ISBN 978-4569847467。
- 藤井聡・宮沢孝幸 編著 編『公衆免疫強靭化論 - 菅政権への提案』啓文社、2020年11月。ISBN 978-4899920748。
- 嘉糠 洋陸 (編集) 編『実験医学増刊 Vol.39 No.2 パンデミック時代の感染症研究〜病原体の病原性、多様性、生活環から新型コロナウイルスを取り巻く社会の動きまで』羊土社、2021年1月。ISBN 978-4758103923。
- 小林よしのり・宮沢孝幸 編『コロナ脳 - 日本人はデマに殺される』小学館新書、2021年4月。ISBN 9784-098253951。
- 宮沢孝幸・鳥集徹 編『コロナワクチン 失敗の本質』宝島社新書、2021年4月。ISBN 978-4299031372。
- 朝長啓造・宮沢孝幸 編『ウイルス共進化』日本評論社、2024年9月。ISBN 978-4535806559。

### 監修
- 武村政春・宮沢孝幸 監修 編『ずかん ウイルス - 見ながら学習 調べてなっとく』技術評論社、2020年10月。ISBN 978-4297115135。